# Bé Ruys
Amalie Elisabeth Ruys (* 27. Oktober 1917 in Hoenderloo; † 22. Mai 2014 in Berlin) war eine niederländische Pastorin, die erste Pfarrerin der Niederländischen Ökumenischen Gemeinde zu Berlin und die prägende Gestalt des Hendrik-Kraemer-Hauses.

## Leben
Bé Ruys wuchs in einem kleinen Dorf in der Nähe von Arnhem auf und studierte in Amsterdam Theologie. Während der Besetzung der Niederlande durch Nazi-Deutschland versteckte sie zusammen mit ihrer Mutter Juden. 1946 zog sie nach Berlin-Lichterfelde, kümmerte sich um Jugendliche und gründete eine niederländische Gemeinde für Niederländer, die als Zwangsarbeiter nach Deutschland verschleppt wurden und dort geblieben sind.
Lange Zeit galt das Hendrik-Kraemer-Haus für die Mitarbeiter des Ökumenischen Rates der Kirchen als eine Art Dependance des Weltrats in West-Berlin, wo man sich direkt über die Lage der Kirchen in der DDR und in Osteuropa informieren konnte. Theologisch rief Bé Ruys das Thema Die reichen Christen und der arme Lazarus als Herausforderung für die Kirche wie für die Gesellschaft aus. Ihre Tätigkeit für das Ministerium für Staatssicherheit (MfS) als IM „Tulpe“ galt ihr als selbstverständlich. Das West-Referat der Kirchenabteilung des MfS setzte Tulpe für die „ständige Überwachung der DDR-Informationsabende der Evangelischen Akademie“ und in operativen Personenkontrollen (OPK) ein.